# Грига Ігор Михайлович
Ігор Михайлович Грига (рос. Игорь Михайлович Грига; нар. 20 березня 1966, Іркутськ, РРФСР) — радянський та російський футболіст, універсал.

## Життєпис
Уродженець Іркутська, розпочинав свою футбольну кар'єру в 1984 році в сусідньому місті Ангарськ, де виступав за клуб другої ліги СРСР «Ангара». У 1986 році перейшов у команду «Зірка» (Іркутськ), яка також виступала у другій лізі, і провів у її складі два роки. У 1988 та 1989 роках був гравцем смоленського клубу «Іскра», але потім повернувся до «Зірки». Після розпаду СРСР продовжив виступати за «Зірку» вже у першій лізі Росії. У першому дивізіоні провів п'ять років і зіграв за команду 184 матчі, в яких відзнчився 17-ма голами. Після вильоту «Зірки» з першої ліги залишився в команді і відіграв за неї ще один рік у другому дивізіоні, але після закінчення сезону 1997 року залишив команду. Продовжив кар'єру у клубі «Селенга», у складі якої виступав протягом двох сезонів. Завершив професіональну кар'єру 1999 року. У 2002 році виступав в аматорській лізі за іркутський клуб «Енергіс».